# Kappa Bootis
Pour les articles homonymes, voir Asellus.
Kappa Bootis (κ Boo, κ Bootis) est une étoile double de la constellation du Bouvier. Elle porte le nom traditionnel Asellus Tertius (du latin « troisième petit de l'âne »), et la désignation de Flamsteed 17 Bootis. Les composantes sont séparées par une distance angulaire de 13,5 secondes d'arc, visible avec un petit télescope. Kappa Bootis est à environ 155 années-lumière de la Terre.
Cette étoile, avec les autres Aselli (θ Boo, ι Boo) et λ Boo, étaient Aulād al Dhiʼbah (أولاد الضّباع - aulād al dhiʼba), « Les petits des Hyènes ».
En chinois, 梗河 (Tiān Qiāng), signifiant Épieu, fait référence à un astérisme constitué de κ (en réalité κ2) Bootis, ι Bootis et θ Bootis. Par conséquent, κ Bootis elle-même est appelée 天槍一 (Tiān Qiāng yī, la première étoile de l'Épieu).

## κ1Bootis
Désignations
Kappa1 Bootis est une étoile binaire spectroscopique.

## κ2Bootis
Désignations
κ2 Bootis est classée comme étoile variable de type Delta Scuti avec une période de 1,08 heures. Sa luminosité varie entre les magnitudes +4,50 et +4,58.